# Countdown (Magazin)
Countdown – Das offizielle Magazin zur FIFA WM 2006 war ein vom 21. Oktober 2004 bis zur Fußball-Weltmeisterschaft 2006 erscheinendes deutsches Fußballmagazin. Herausgeber von Countdown war die Medienfabrik Gütersloh GmbH, eine Bertelsmann-Tochterfirma mit Sitz in Gütersloh.
Inhaltlich beschäftigte sich Countdown mit Themen rund um die Fußball-Weltmeisterschaften, speziell die WM 2006. Ein besonderes Augenmerk lag bei der Berichterstattung auf der deutschen Nationalmannschaft, aber es wurden auch Spieler und Mannschaften anderer Teilnehmer-Nationen porträtiert.

## Mediadaten
Countdown hatte nach Angaben des Verlags eine Druck-Auflage von mindestens 250.000 Exemplaren. Die erste Ausgabe des Magazins war kostenlos bei allen offiziellen FIFA WM 2006-Shops erhältlich. Ab 2005 kostete das Magazin 1 Euro und war bei fast allen Verkaufsstellen für Zeitschriften erhältlich. Später kostete das Magazin 1,50 Euro und war neben den üblichen Verkaufsstellen für Zeitschriften auch in den offiziellen FIFA-WM-2006-Shops erhältlich, konnte aber nicht im Abonnement bezogen werden.
Von Countdown gab es Sonderausgaben mit individualisierten Seiten für die offiziellen Partner und nationalen Förderer der WM 2006, die diese Spezialausgaben dann auch vertrieben.
Nach der Auslosung der Endrundengruppen der Fußball-Weltmeisterschaft 2006 im Dezember 2005 erschien ein Sonderheft von Countdown mit vielen Informationen zur Fußball-WM.
Die Erscheinungsweise des Magazins war von 2004 bis 2005 zweimonatlich, ab Februar 2006 monatlich. Eine Ausgabe umfasste etwa 100 Seiten. Eine Rubrik beschäftigte sich mit den Namen bekannter Fußballspieler, die der Namenforscher Professor Jürgen Udolph erklärte.